# Ursino l'Abate
Ursino l'Abate (fl. VII secolo) fu abate del monastero di San Martino a Ligugé e presunto biografo di san Leodegario.

## Biografia
Cominciò la sua carriera nel monastero di san Massenzio a Poitiers in Neustria. In seguito, Ursino divenne l'abate del monastero di san Martino, dove trascorse il resto dei suoi giorni. Durante il suo mandato fece costruire una basilica, che divenne prestigioso al punto che nel 782 ricevette le reliquie di san Leodegario. Inoltre, Ursino incaricò il monaco Difensore di compilare il florilegio Liber scintillarum, a partire dagli scritti patristici conservati nell'abbazia. Autori successivi raccontano che nel 684 il vescovo di Poitiers Ansoaldo chiese un'opera agiografica riguardo al vescovo Leodegario di Autun, martirizzato tre anni prima nella foresta di Sarcing in Artois, ad Andulfo (684-696), il nuovo abate di san Martino. Andulfo delegò questo compito a Ursino, che scrisse la Vita sancti Leodegarii. Quest'agiografia non è stata tramandata fino ai giorni nostri, ma lo storico Bruno Krusch affermò di averla ricostruita come la base di differenti versioni dello stesso racconto, risalenti dell'età carolingia. Lo storico Paul Fouracre inizialmente mise in dubbio quest'ipotesi, ma nel 1996 cambiò idea accettandone la validità. La lapide di Ursino recita: